# Abbaye de Montmorel
Pour les articles homonymes, voir Abbaye Notre-Dame.
L'abbaye Notre-Dame de Montmorel est un monastère de la congrégation des chanoines réguliers de saint Augustin, qui se dresse sur le territoire de la commune française de Poilley, dans le département de la Manche, en région Normandie.
L'abbaye est partiellement protégée au titre des monuments historiques.

## Localisation
L'abbaye Notre-Dame de Montmorel ou Monté-Morelli est située sur une presqu'île formée par les rivières de Sélune et du Beuvron, sur la commune de Poilley, dans le département français de la Manche. C'est l'une des cinq abbayes d'hommes du diocèse d'Avranches avec Savigny, la Lucerne, le Mont-Saint-Michel et l'abbaye Blanche de Mortain.

## Historique

### Fondation
Sous l'évêque d'Avranches, Achard de Saint-Victor (v. 1100-1171), Montmorel n'est qu'un prieuré gouverné par Raoul, venu comme évêque de l'abbaye Saint-Victor de Paris.
Deux familles de l'Avranchin, les Subligny et les Du Homme se disputent la fondation, mais il semble que les Subligny y aient la plus grande part. Ruallen de Homme (ou Rual du Homme, de Hulmo) et Jean de Subligny donnent au monastère la majeure partie de leurs biens ce qui permet l'érection du prieuré en abbaye. Cette fondation est confirmée en 1162 par Henri II, roi d'Angleterre et protégée par Richard Cœur de Lion en 1195.

### Les abbés
Le prieur Raoul (Radulphus) venu de Saint-Victor de Paris devient le premier abbé, puis Tualdus de l'abbaye de Hambye. Gervasius, Durandus, Alberdus, Radulphus, Richardus, Stephanus, Robertus présent sur le nécrologue de l'abbaye de Belle-Étoile.
En août 1260, Eudes Rigaud, archevêque de Rouen, visite l'abbaye qui a quinze chanoines dans le monastère et huit dans des prieurés. Ils ont le patronage de dix églises et une léproserie dont les malades ne sont pas revêtus de l'habit spécifique aux lépreux. Ils ont un revenu de 700 livres.
Les autres abbés furent Richardus II, Richardus III de Trottemel, Normanus, Guillelmus de Freceyo, Guillelmus II Godard, Joannes de Appendito et Sthephanus II de Appendito[Quand ?]. Guillaume Ier de Précy (ou Précey) de 1301 à 1318 en fut le 12e abbé.
En 1354, les troupes anglo-navaraises saisissent le monastère sous l'abbatiat de Robert de Brécey,, 16e abbé et le transforme en prison. Elles seront chassées par Bertrand du Guesclin.
En 1419, l'abbaye de Montmorel jure foi et hommage au roi d'Angleterre. Guillaume IV du Homme successeur de Guillaume de la Chaise en sera abbé de 1406 à 1441 pendant l'occupation anglaise,. Il fit graver sur une pierre « Ruello du Houme est le fondateur de Montmorel » qui dix ans plus tard fut enlevée et grattée par la famille rivale de Subligny. Nicolas Eschard fut l'un des abbés.
L'église est construite au début du XVIe siècle par l'abbé Jean Eschard qui meurt en 1521.
Les autres abbés furent Julianus Eschard, docteur en théologie, Stephanus III Le Bellay, Aegidius Le Bellay, Petru Corneille, prieur du prieuré Saint-Laurent, Joannes Louvet, Robertus III Morel et Joanus IV Bailleul.

#### Abbés commendataires

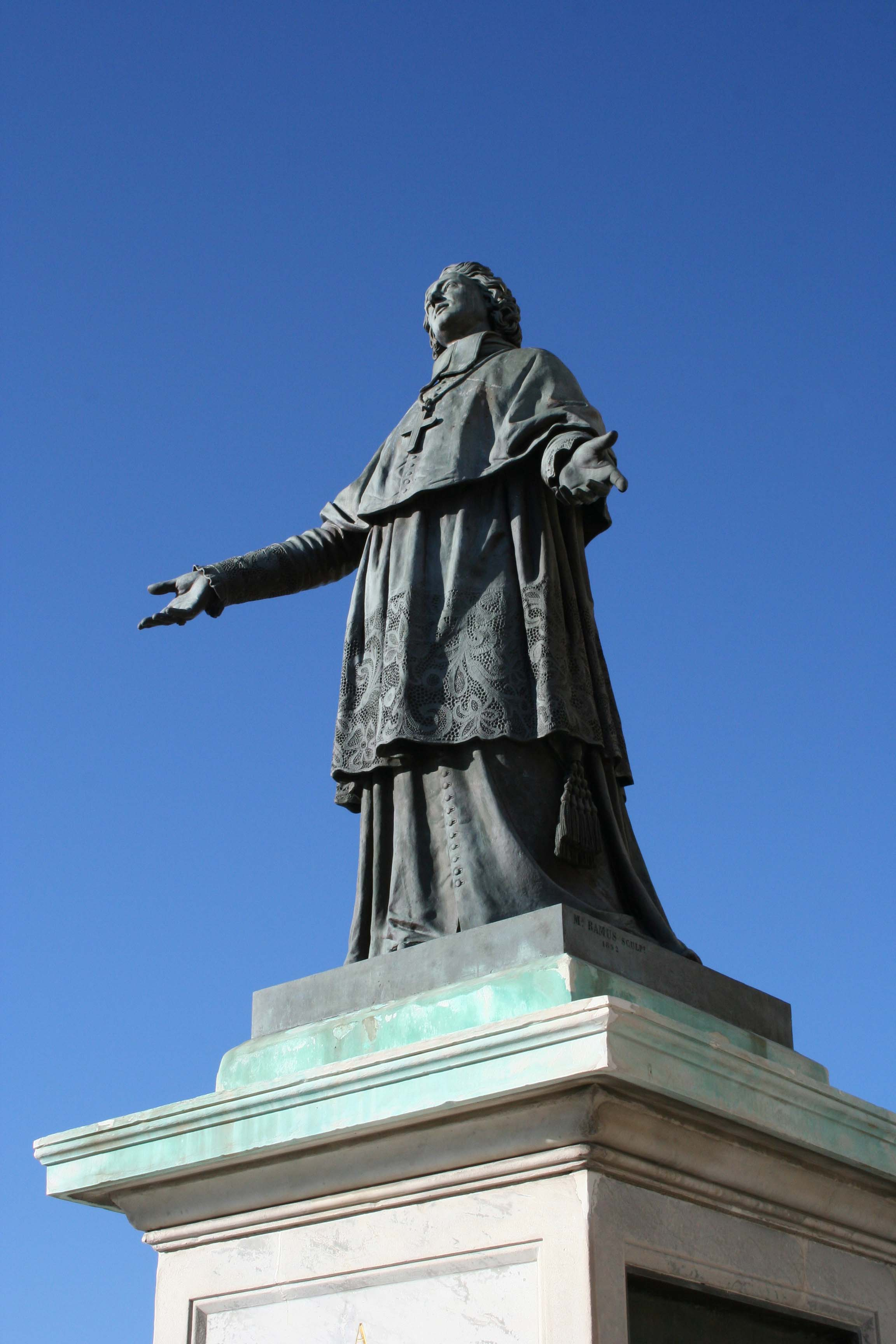
Joseph Marius Ramus, Monument à Mgr de Belzunce (1852, détail), Marseille, parvis de la cathédrale Sainte-Marie-Majeure.

Le premier abbé commendataire est Henricus de Boyvin de Vaurony.
Pendant un siècle, de la mort d'Henri II de France à celle de Louis XIII, les Montgommery, seigneurs de Ducey et chefs protestants, pillent les biens de l'abbaye, influencent l'élection des abbés et favorisent le relâchement de la discipline. Détruite pendant les guerres de Religion, l'abbaye est reconstruite en 1602.
En 1659, l'abbé Guillaume Boyvin soumet cette abbaye aux chanoines réformés de la congrégation de France. Stephans Franciscus de Beauvais fut abbé à cette époque.
En 1721, l'abbaye est donnée à Henri François Xavier de Belzunce, archevêque de Marseille, qui fut d'un courage extraordinaire pendant la peste de 1720. Les revenus sont de 80 774 livres, absorbés pour moitié par les charges, les religieux recevant 5 000 livres.
En 1765, Montmorel possède de 8 000 à 10 000 livres de rentes et n'a plus que deux religieux. La décadence définitive du monastère date du gouvernement de Guillaume Boyvin de Vauroy, 29e abbé qui n'oblige pas les religieux à résider à Montmorel.
Joseph Amable Arnulphe de Pontevès, chanoine et comte de Saint-Victor, aumônier de Madame Adélaïde, est le dernier abbé de Montmorel. En 1790, il n'y a plus que trois religieux pour un revenu de 8 017 livres dont 5 009 livres pour les religieux.
En 1791, l'abbaye de Montmorel est vendue comme bien national et détruite. Seul le logis abbatial qui sert d'habitation au fermier et des communs sont conservés.

### Le temporel
Rualen du Homme donne le terrain du moulin, les églises de Poilley et Précey, Jean de Subligny, quatre églises, plusieurs terres et biens dont le fief de Landetouche, la dîme de ses moulins de l'Avranchin, ses revenus dans le château de Saint-James et dans la vallée du Beuvron, Jean Du Bois, l'église de Saint-Pair qui était celle de la paroisse de Ducey et une chapelle où est construite une église qui sert aux religieux avant qu'ils ne construisent celle dans l'enceinte du monastère. Le seigneur de Brécey donne le fief de la Rainfresne et des rentes, Gervais de Cresnay, une terre à Saint-Pierre-de-Cresnay, Hascuphe de Subligny, une église et des droits sur la rivière. Henri II, roi d'Angleterre confirme ses droits.
En 1412, dans le diocèse d'Avranches, les chanoines ont le patronage des églises de Saint-Laurent-de-Terregatte, Saint-Aubin, Poilley, Précey, Montjoie (patronage laïque, olim : abbé de Montmorel), Saint-Sauveur de Pontorson, Ducey, Les Chéris, Saint-Blaise près Saint-Hilaire-du-Harcouët, la Mancellière, le Mesnil-Ozenne, la Boulaize et Bois-Yvon.
Elle possède un franc-fief à la Boulaize avec douze villages et vingt-huit villages et terres au Mesnil-Ozenne, un franc-fief à Marcilly et en 1481, le moulin Mancel à La Mancellière.
Dans l'évêché de Bayeux, l'abbaye est pourvue des prieurés-cures de Courseulles et Guiberville et du patronage de la grande portion du Bény-sur-Mer.
Dans l'archevêché de Rennes, elle fonde le prieuré-cure de Paluel qui disparaît dans la mer en 1630.

## Description
L'abbaye de Montmorel est vendue comme bien national et en grande partie détruite. Le cadastre de 1831, en donne l'emplacement et les dimensions. Le mur est du cloître, le logis abbatial, le portail, le pont, le moulin et la léproserie sont conservés.

### L'église
L'église de style roman est restaurée au XVe siècle en grande partie dans le type ogival flamboyant. Elle a trois nefs, deux transepts, un déambulatoire autour du chœur et une chapelle dans l'abside. La tour principale est au centre de la croisée et une hauteur de 43 mètres, des ouvertures géminées, trilobées et surmontées d'accolades. Une galerie ajourée couronne le clocher au bas d'une petite flèche d'ardoises. Une tour plus petite domine le grand portail de l'ouest et affiche l'horloge. Le sol de l'église est couvert des dalles funéraires des abbés.

### Les locaux réguliers
Au sud et dans le prolongement du transept sud se trouvent la sacristie, la salle du chapitre, le réfectoire et la salle commune. L'étage est réservé à la bibliothèque et aux dortoirs.

### Le cloître

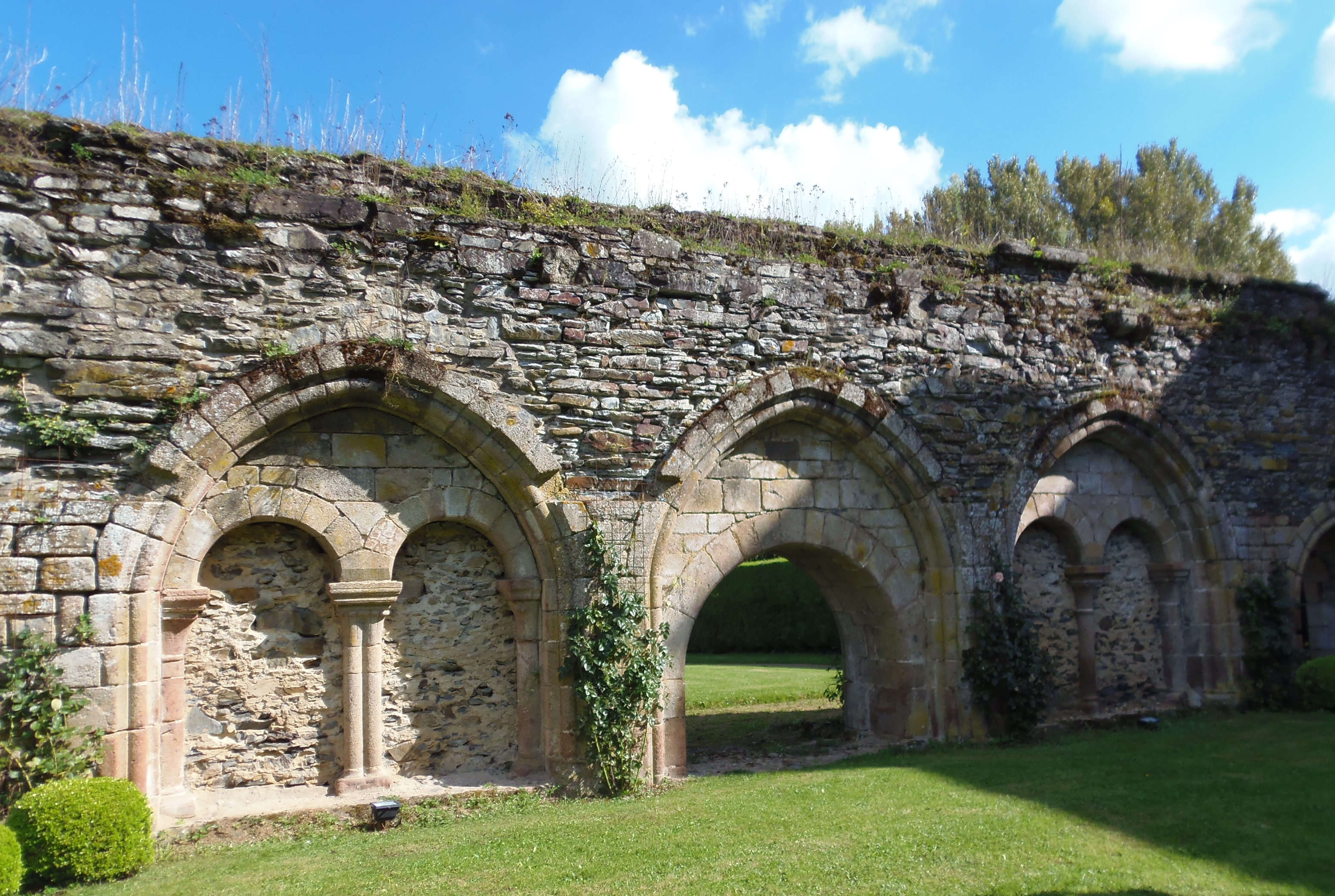
Le mur subsistant du cloître.

Au sud de l'église, le cloître restauré au XVe siècle est limité au nord par l'église, à l'est par les locaux réguliers, au sud par le logis abbatial et à l'ouest par un mur crénelé avec des contreforts.
Le mur du cloître conservé est composé de sept arcatures, de l'église au logis abbatial : deux cintres jumeaux du XIIe siècle avec des ouvertures donnant sur la sacristie, trois grandes arcatures ogivales de l'époque de l'abbé Jean Eschard, la sixième arcature est l'ancienne porte du réfectoire et la septième arcature ou cintre Tudor conduit dans la salle commune et remonte aussi à l'abbé Jean Eschard.

### Le logis abbatial
Le logis abbatial et les bâtiments qui longent la rivière Sélune sont construits par l'abbé Jean Bailleul qui y fait sculpter une crosse et une mitre. La chambre du prieur avec son décor et ses boiseries sont protégés par l'inscription aux Monuments historiques.
Les archives numériques de la Manche conservent une photographie du cloître de la fin du XIXe siècle et une autre de l'inondation de 1910.

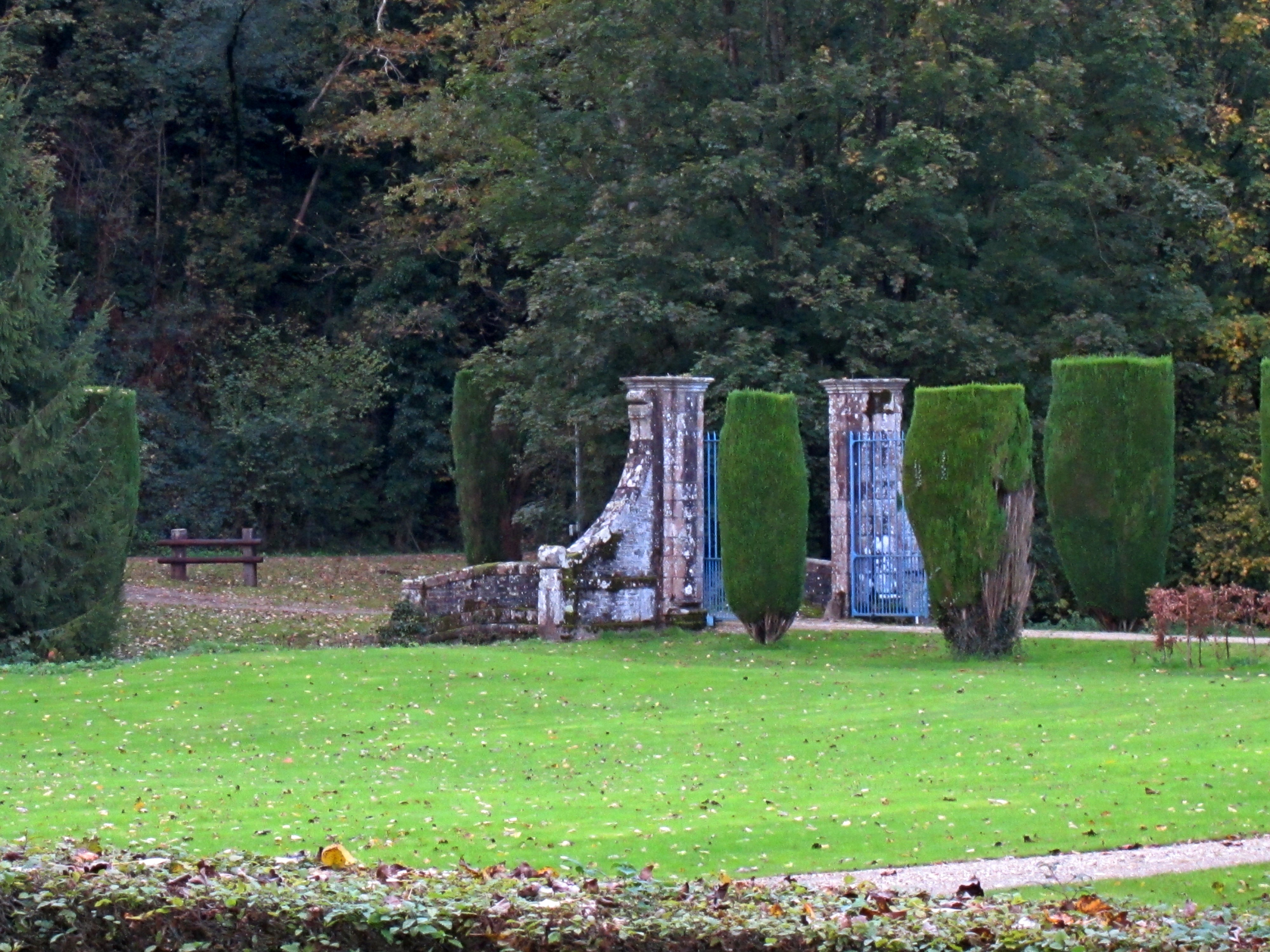
Le portail.
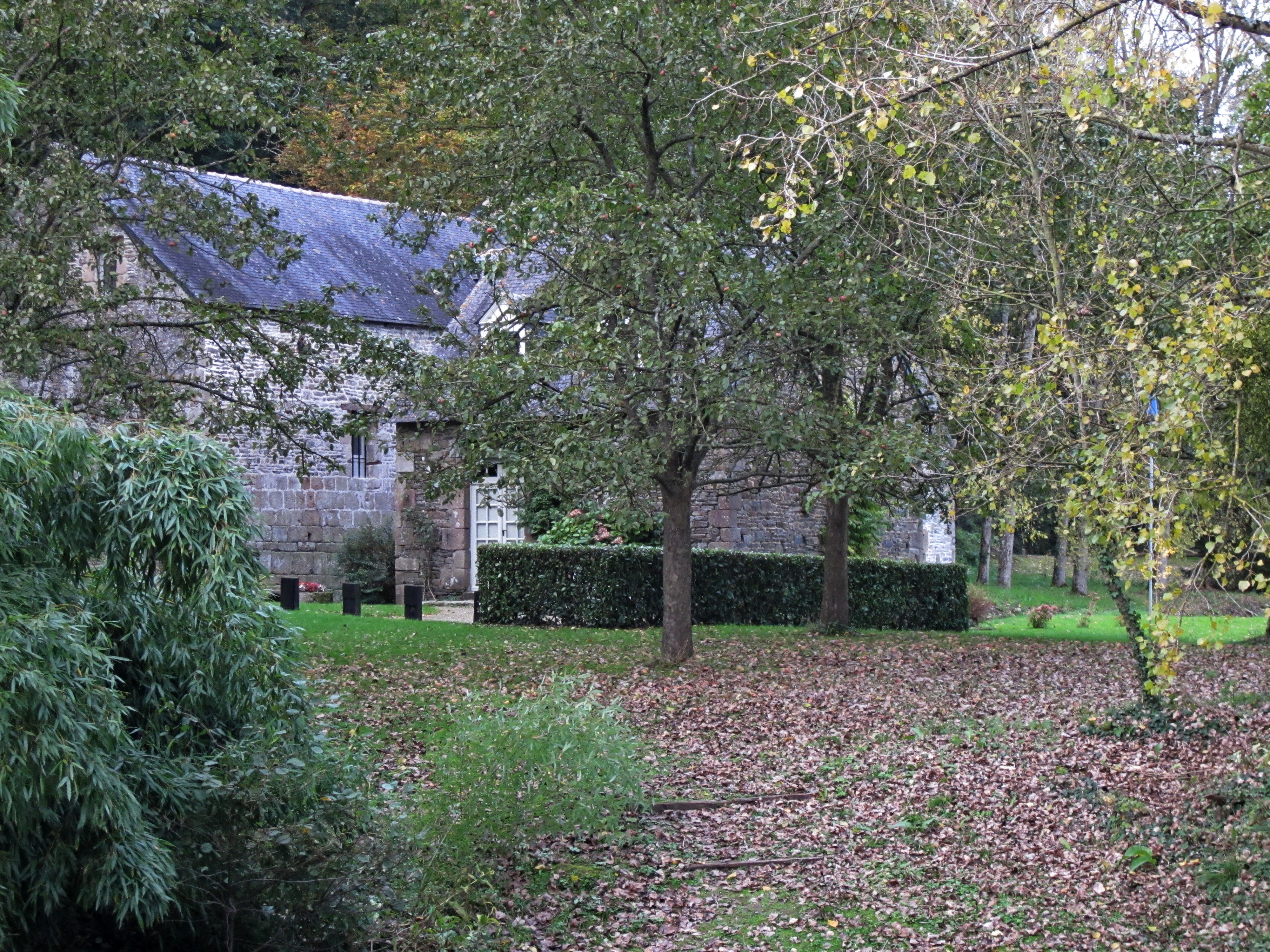
Le moulin.
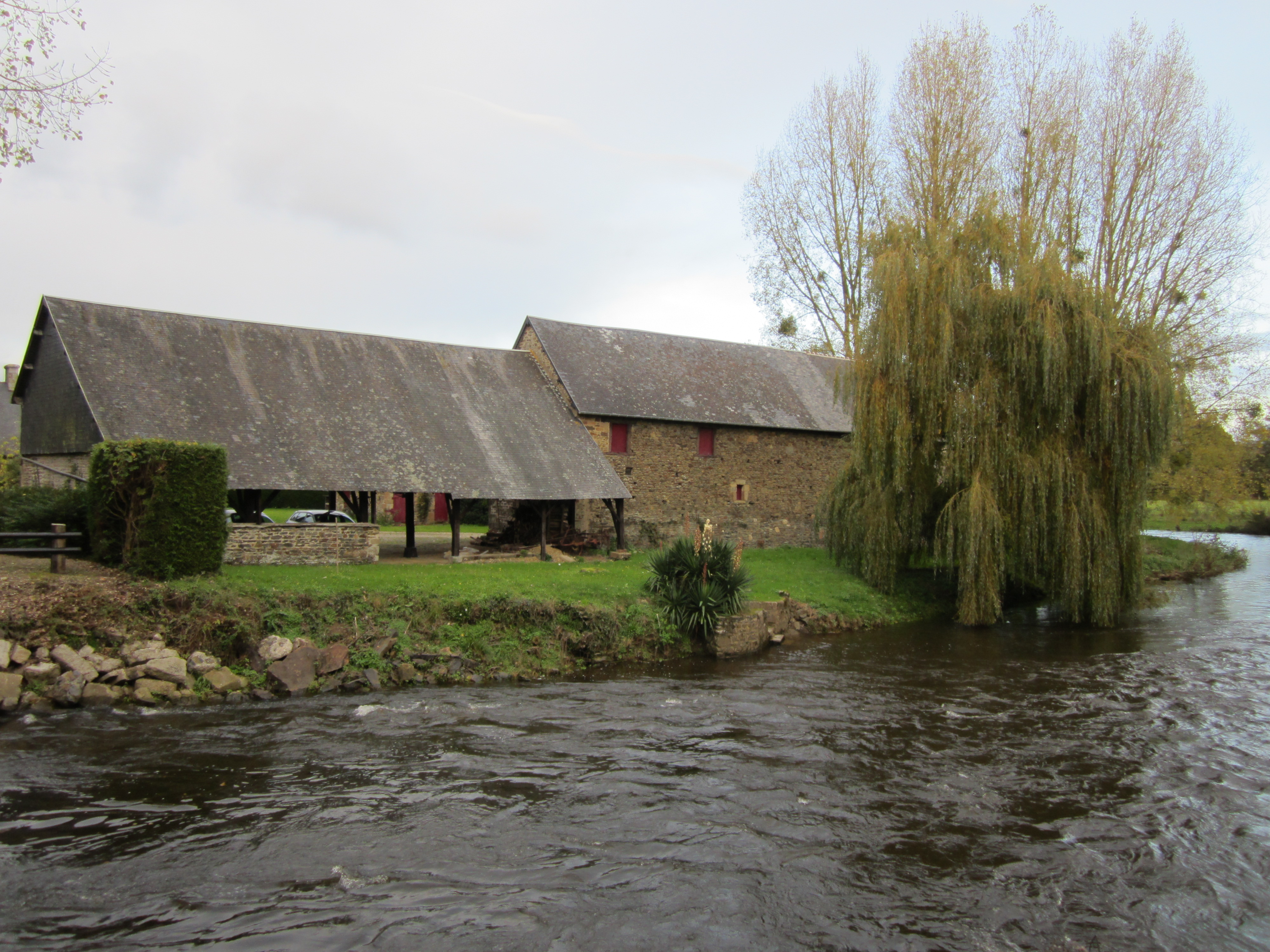
Les communs.
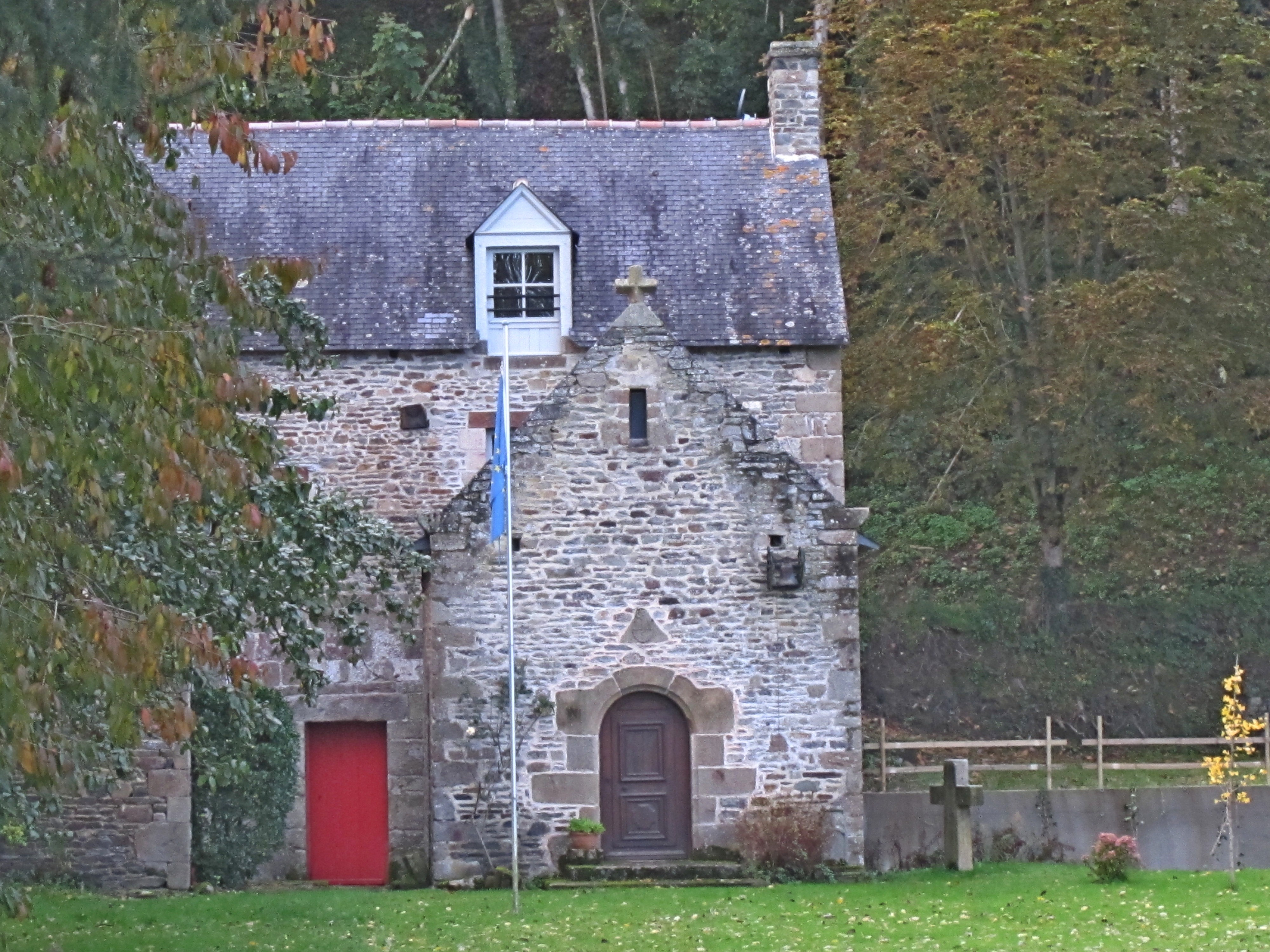
La léproserie.

## Protection
Au titre des monuments historiques :
- les vestiges du cloître et son aire sont classés par arrêté du 6 février 1980 ;
- les façades et toitures du logis abbatial ; le pont et le portail enjambant le Beuvron ; la chambre du prieur avec son décor et ses boiseries, la cheminée ancienne à l'extrémité du bâtiment de la léproserie sont inscrits par arrêté du 6 février 1980 ;
- l'assiette des sols de l'ensemble du site ainsi que le système hydraulique comprenant le bief et la moitié attenante de la rivière ; le logis en totalité ainsi que la borne sont inscrits par arrêté du 2 juillet 2007.

## Héraldique et sigillographie
Blasonnement

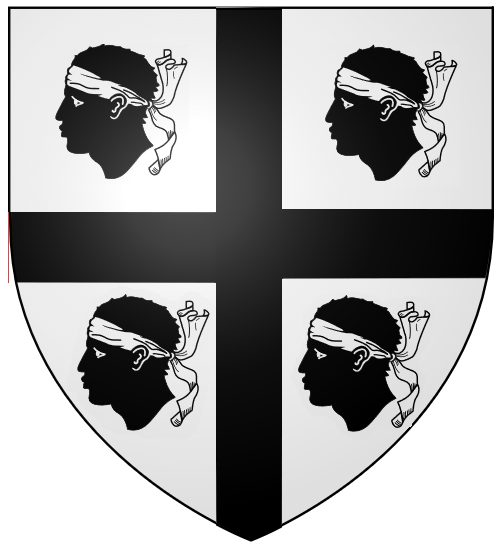
Blason de la Maison conventuelle des Religieux réguliers de Montmorel.

- Maison conventuelle des Religieux réguliers de Montmorel : d'argent à la croix de sable cantonné de quatre têtes de maures de sable ;
- L'abbaye : écartelé d'argent et de gueules, les nouvelles armes de la famille des fondateurs, les De Subligny.

Sceaux
- 2839 : Gervais, abbé de Montmorel au XIIIe siècle ;
- 2839 : abbé de Montmorel en 1340 ;
- 2840 : abbé de Montmorel en 1357 ;
- 1841 : Guillaume de Boyvin, abbé commendataire de Montmorel en 1636 ;
- 2982 : Jean Le Roi, lieutenant du sénéchal de Montmorel en 1416 ;
- 2983 : Martin Martel, lieutenant du sénéchal en 1460 ;
- 2984 : Michel Augis, sénéchal de Montmorel en 1471 ;
- 2985 et 2986 : Michel Arthur, sénéchal en 1534 et 1535.